# Fère-en-Tardenois
Fère-en-Tardenois là một xã ở tỉnh Aisne, vùng Hauts-de-France thuộc miền bắc nước Pháp.